# Michael Andersson
Lars Tomas Michael Andersson (Höganäs, 4 marzo 1967) è un ex ciclista su strada e pistard svedese.
Professionista dal 1995 al 2001, specialista delle cronometro, ha vinto sette titoli nazionali a cronometro e uno in linea, inoltre è arrivato secondo nei mondiali a cronometro di Verona nel 1999 dietro Jan Ullrich.

## Palmarès
- 1989 (Dilettanti)

1ª tappa Tour de Seine-et-Marne
3ª tappa Tour de Seine-et-Marne
- 1991 (Dilettanti)

1ª tappa, 2ª semitappa Postgirot Open
Classifica generale Postgirot Open
- 1992 (Dilettanti)

Campionati svedesi, Prova a cronometro
1ª tappa, 2ª semitappa Postgirot Open
5ª tappa Postgirot Open
Classifica generale Postgirot Open
- 1993 (Dilettanti)

Campionati svedesi, Prova a cronometro
Paris-Evreux
2ª tappa Cinturón Ciclista Internacional a Mallorca
Classifica generale Cinturón Ciclista Internacional a Mallorca
- 1994

Campionati svedesi, Prova in linea
Classifica generale Cinturó de l'Empordà
14ª tappa Commonwealth Bank Classic
1ª tappa Vierdaagse van Dubaï
- 1995

Nordisk Mesterskab, Prova a cronometro
Cape Argus Pick 'n Pay Tour
Classifica generale Giro del Capo
6ª tappa Rapport Tour
Classifica generale Rapport Tour
- 1996

Campionati svedesi, Prova a cronometro
Nordisk Mesterskab, Prova a cronometro
3ª tappa Tour of China
Classifica generale Tour of China
3ª tappa Postgirot Open
3ª tappa Corsa della Pace
- 1997

Campionati svedesi, Prova a cronometro
Berner Rundfahrt
- 1998

Campionati svedesi, Prova a cronometro
- 1999

Campionati svedesi, Prova a cronometro
3ª tappa Ringerike Grand Prix
- 2000

Campionati svedesi, Prova a cronometro
2ª tappa Postgirot Open
Classifica generale Postgirot Open

### Altri successi
- 1990 (Dilettanti)

Nordisk Mesterskab, Cronosquadre (con Johansson, Fagrell, Karlsson)
- 1992 (Dilettanti)

Nordisk Mesterskab, Cronosquadre (con Karlsson, Johansson, Wahlqvist)
- 1993

Campionati svedesi, Prova a cronometro, Classifica a squadre (con Axelsson, Rittsel)
Campionati svedesi, Cronosquadre (con Axelsson, Rittsel)
Criterium Kristianstad
- 1994

Campionati svedesi, Prova a cronometro, Classifica a squadre (con Hokkanen, Rittsel)
- 1996

Campionati svedesi, Prova a cronometro, Classifica a squadre (con Rittsel, Fredriksson)
- 1997

Campionati svedesi, Prova a cronometro, Classifica a squadre (con Rittsel, Fredriksson)
- 1998

Campionati svedesi, Prova a cronometro, Classifica a squadre (con Rittsel, Ljungqvist)
Campionati svedesi, Classifica a squadre (con Rittsel, Henrik Sparr)
1999
Campionati svedesi, Prova a cronometro, Classifica a squadre (con Ljungqvist, Nilsson)

## Piazzamenti

### Grandi Giri
- Giro d'Italia

1995: ritirato
1998: ritirato
- Vuelta a España

1995: 98º
1996: ritirato
1997: ritirato
2001: ritirato

### Classiche monumento
- Milano-Sanremo

1997: 53º
- Liegi-Bastogne-Liegi

1997: 105º
- Giro di Lombardia

1996: 46º

### Competizioni mondiali
- Campionati del mondo

Lugano 1996 - In linea: 46º
Lugano 1996 - Cronometro: 11º
San Sebastian 1997 - In linea: 66º
San Sebastian 1997 - Cronometro: 12º
Valkenburg 1998 - Cronometro: 34º
Verona 1999 - Cronometro: 2º
- Giochi olimpici

Barcellona 1992 - In linea: 67º
Barcellona 1992 - Cronometro: ritirato
Atlanta 1996 - In linea: ritirato
Atlanta 1996 - Cronometro: ritirato
Sidney 2000 - Cronometro: 37º